# Феррейра-ду-Алентежу
Феррейра-ду-Алентежу (порт. Ferreira do Alentejo) — посёлок городского типа в Португалии, центр одноимённого муниципалитета округа Бежа. Численность населения — 4,9 тыс. жителей (посёлок), 8,35 тыс. жителей (муниципалитет). Посёлок и муниципалитет входит в регион Алентежу и субрегион Байшу-Алентежу. По старому административному делению входил в провинцию Байшу-Алентежу.

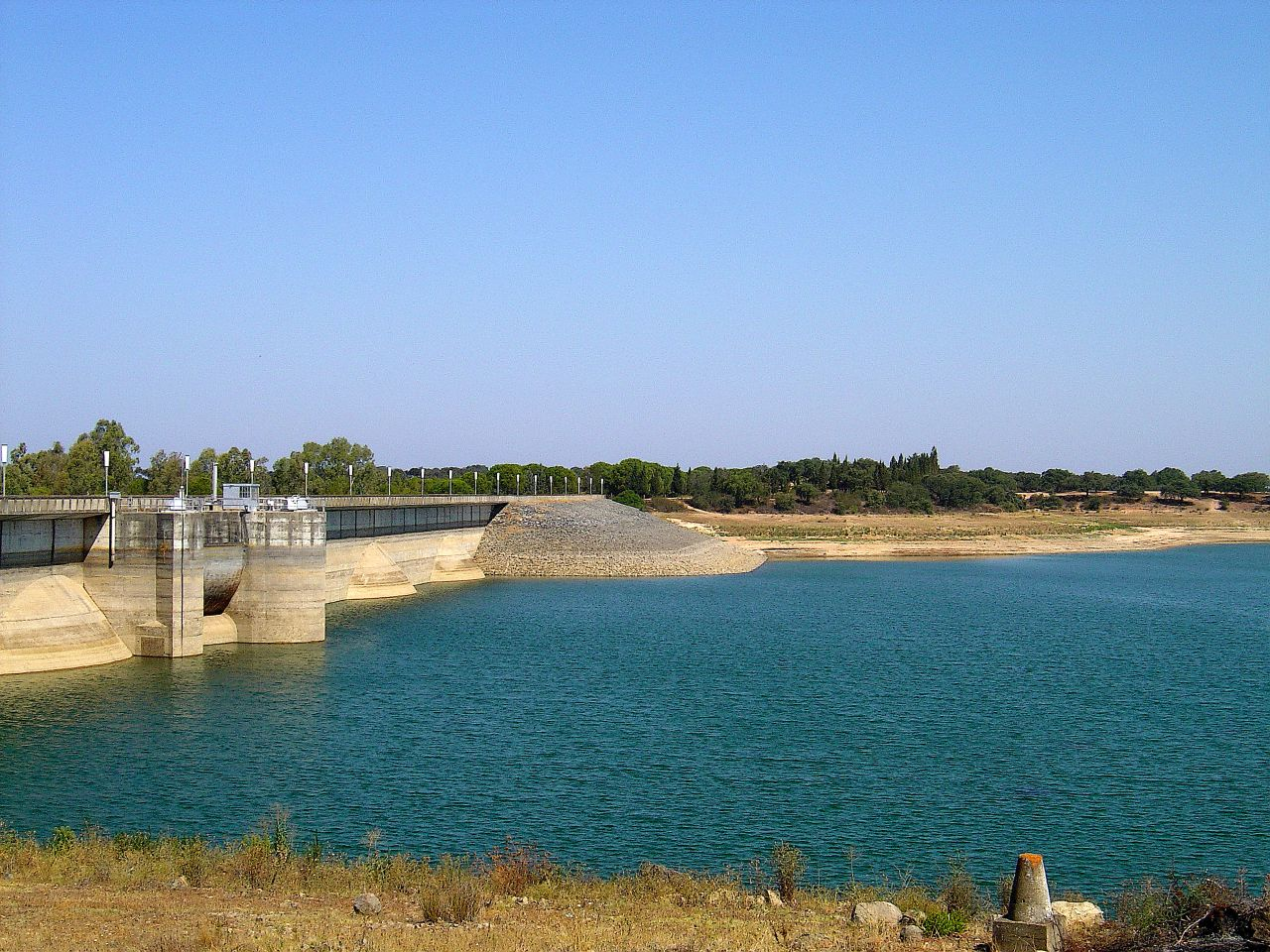
Плотина в Одивелаш

## Расположение
Посёлок расположен в 20 км западнее адм. центра округа г. Бежа, на автомобильной трассе Лиссабон — Севилья.
Расстояние до:
- Лиссабон — 116 км
- Бежа — 22 км
- Эвора — 60 км
- Сетубал — 86 км
- Фару — 115 км

Муниципалитет граничит:
- на севере — муниципалитеты Алкасер-ду-Сал и Алвиту
- на востоке — муниципалитеты Куба и Бежа
- на юге — муниципалитет Алжуштрел
- на юго-западе — муниципалитет Сантьягу-ду-Касен
- на западе — муниципалитет Грандола

## Население
| Население муниципалитета Феррейра-ду-Алентежу | Население муниципалитета Феррейра-ду-Алентежу | Население муниципалитета Феррейра-ду-Алентежу | Население муниципалитета Феррейра-ду-Алентежу | Население муниципалитета Феррейра-ду-Алентежу | Население муниципалитета Феррейра-ду-Алентежу | Население муниципалитета Феррейра-ду-Алентежу | Население муниципалитета Феррейра-ду-Алентежу | Население муниципалитета Феррейра-ду-Алентежу |
| --------------------------------------------- | --------------------------------------------- | --------------------------------------------- | --------------------------------------------- | --------------------------------------------- | --------------------------------------------- | --------------------------------------------- | --------------------------------------------- | --------------------------------------------- |
| 1801                                          | 1849                                          | 1900                                          | 1930                                          | 1960                                          | 1981                                          | 1991                                          | 2001                                          | 2004                                          |
| 2089                                          | 4737                                          | 8401                                          | 12 472                                        | 14 894                                        | 11 244                                        | 10 075                                        | 9010                                          | 8505                                          |

## История
Посёлок основан в 1516 году.

## Районы
| Фрегезии (районы) муниципалитета Феррейра-ду-Алентежу | Фрегезии (районы) муниципалитета Феррейра-ду-Алентежу | Фрегезии (районы) муниципалитета Феррейра-ду-Алентежу | Фрегезии (районы) муниципалитета Феррейра-ду-Алентежу | Фрегезии (районы) муниципалитета Феррейра-ду-Алентежу | Фрегезии (районы) муниципалитета Феррейра-ду-Алентежу | Фрегезии (районы) муниципалитета Феррейра-ду-Алентежу |
| ----------------------------------------------------- | ----------------------------------------------------- | ----------------------------------------------------- | ----------------------------------------------------- | ----------------------------------------------------- | ----------------------------------------------------- | ----------------------------------------------------- |
| №                                                     | Наименование                                          | Оригинальное наименование                             | Кол-во жителей чел.(2001)                             | Территория км²                                        | Плотность чел./км²                                    | Почтовый индекс                                       |
| 1                                                     | Алфундан                                              | Alfundão                                              | 998                                                   | 51,9                                                  | 19,23                                                 | 7900-000 ALFUNDAO                                     |
| 2                                                     | Каньештруш                                            | Canhestros                                            | 541                                                   | 60,33                                                 | 8,97                                                  | 7900-000 CANHESTROS                                   |
| 3                                                     | Одивелаш                                              | Odivelas                                              | 692                                                   | 109,96                                                | 6,29                                                  | 7900-000 ODIVELAS FAL                                 |
| 4                                                     | Перогуарда                                            | Peroguarda                                            | 400                                                   | 36,36                                                 | 11                                                    | 7900-000 PEROGUARDA                                   |
| 5                                                     | Феррейра-ду-Алентежу                                  | Ferreira do Alentejo                                  | 4 866                                                 | 226,12                                                | 21,52                                                 | 7900-000 FERREIRA DO ALENTEJO                         |
| 6                                                     | Фигейра-душ-Кавалейруш                                | Figueira dos Cavaleiros                               | 1 513                                                 | 163,78                                                | 9,24                                                  | 7900-000 FIGUEIRA DOS CAVALEIROS                      |